# Pokój wiedeński (1738)

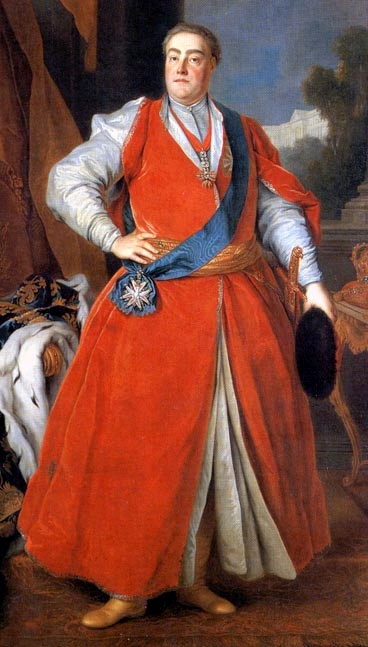
August III Sas zwyciężył ze Stanisławem Leszczyńskim w wojnie o sukcesję polską. Obraz Portret króla Augusta III w stroju polskim

Pokój wiedeński (1738) – traktat pokojowy wypracowany w Wiedniu w 1735, a ratyfikowany w 1738. Kończył wojnę o sukcesję polską 1734–1735.
Na mocy tego pokoju:
- Burbonowie hiszpańscy uzyskali Królestwo Neapolu z Sycylią,
- Austria pod panowaniem Habsburgów utrzymała Lombardię i przejęła tron wielkoksiążęcy w Toskanii,
- teść Ludwika XV – Stanisław Leszczyński otrzymał w dożywotnie władanie Księstwo Lotaryngii, które po jego śmierci w 1766 zostało inkorporowane do korony francuskiej.